# Wir schlafen nicht
wir schlafen nicht ist ein Roman von Kathrin Röggla, der 2004 erschien und bereits mehrmals als Theaterstück aufgeführt wurde. Der Roman basiert auf 25 längeren und 15 kürzeren Gesprächen der Autorin mit vielen verschiedenen Arbeitnehmern in der Branche der Unternehmensberater. Diese Interviews hat Röggla in dem Roman verdichtet und verfremdet. Das Buch stellt die Arbeitswelt in der New Economy dar.

## Genre
Politischer Roman, Gesellschaftsroman, Dokumentarroman

## Inhalt
Der Schauplatz des Romans ist eine Messe. Auf der Messe befinden sich die folgenden sechs Figuren: Eine Praktikantin, eine Online-Redakteurin, eine Großkundenbetreuerin, ein EDV-Unterstützer, ein Seniorberater und ein Partner. Sie sind alle bis auf die Onlineredakteurin Arbeitnehmer in einer Unternehmungsberatung. Das Buch besteht aus 33 Kapiteln, in denen in Form von Interviewbruchstücken die Ansichten und Lebensentwürfe dieser Protagonisten verdeutlicht werden. Das Leben der Personen ist geprägt von sehr hoher Arbeitsbelastung, kollektivem Schlafmangel und Aufputschmitteln in Form von Alkohol, Tabletten und Kaffee. Gegen Ende begeht eine unbekannte Person auf der Messe Selbstmord. Dadurch kommt es zur Wende im Roman und die handelnden Personen beginnen umzudenken.

## Figuren
Silke Mertens, Großkundenbetreuerin, 37: Sie arbeitet im Mittelbau des Unternehmens. Ihre Aufgaben sind zu kommunizieren, telefonieren und Besprechungen vorzubereiten. Sie stellt die Kontaktperson zwischen Firma und Großkunden dar. Sie ist eine Quereinsteigerin aus der Verlagsbranche, wo ihr Arbeitsplatz von einer Unternehmensberatung gestrichen wurde.
Nicole Damaschke, Praktikantin, 24: Sie ist ehrgeizig, arbeitet unentgeltlich und möchte unbedingt einen guten Arbeitsplatz finden. Ihr fehlen allerdings die Beziehungen und Berufspraxis. Sie sieht das Verhalten ihrer Kollegen im Verlaufe des Buchs immer kritischer.
Andrea Bülow, Online-Redakteurin, 42: Sie beansprucht als Journalistin, Abstand zur Beratungsbranche zu haben. Sie hat ein angespanntes Verhältnis zur Großkundenbetreuerin. Außerdem nimmt sie bei Überlastung Tabletten und hat ein Alkoholproblem.
Sven, EDV-Unterstützer, 34: Er sieht sich selbst als Schnittstellenkoordinator und seine Aufgabe ist, bei der Vermarktung der Informatikprodukte zu helfen. Jedoch wird er meistens zum EDV-Unterstützer degradiert, was ihn ärgert.
Oliver Hannes Bender, Senior Associate, 32: Er ist sehr ehrgeizig, arbeitet viel und erwartet von seinen Kollegen so viel wie von sich selbst. Seine Aufgabe ist Menschen einzuschätzen und zu kündigen, wenn es nötig ist. Er braucht den Stress. Wenn er nicht arbeitet, sucht er sich Ersatzstress in Form von Autounfällen oder komplizierter Steuerfälle.
Herr Gehringer, Partner, 48: Er ist der Einzige, der verheiratet ist und Kinder hat. Er arbeitet viel, trägt viel Verantwortung und hat bereits einmal physische Probleme davongetragen und zwar den Verlust seiner Stimme. Er hat die Unternehmenskultur vollkommen verinnerlicht, alles wird von ihm unter einem wirtschaftlichen und effizienten Blickwinkel gesehen.

## Stil

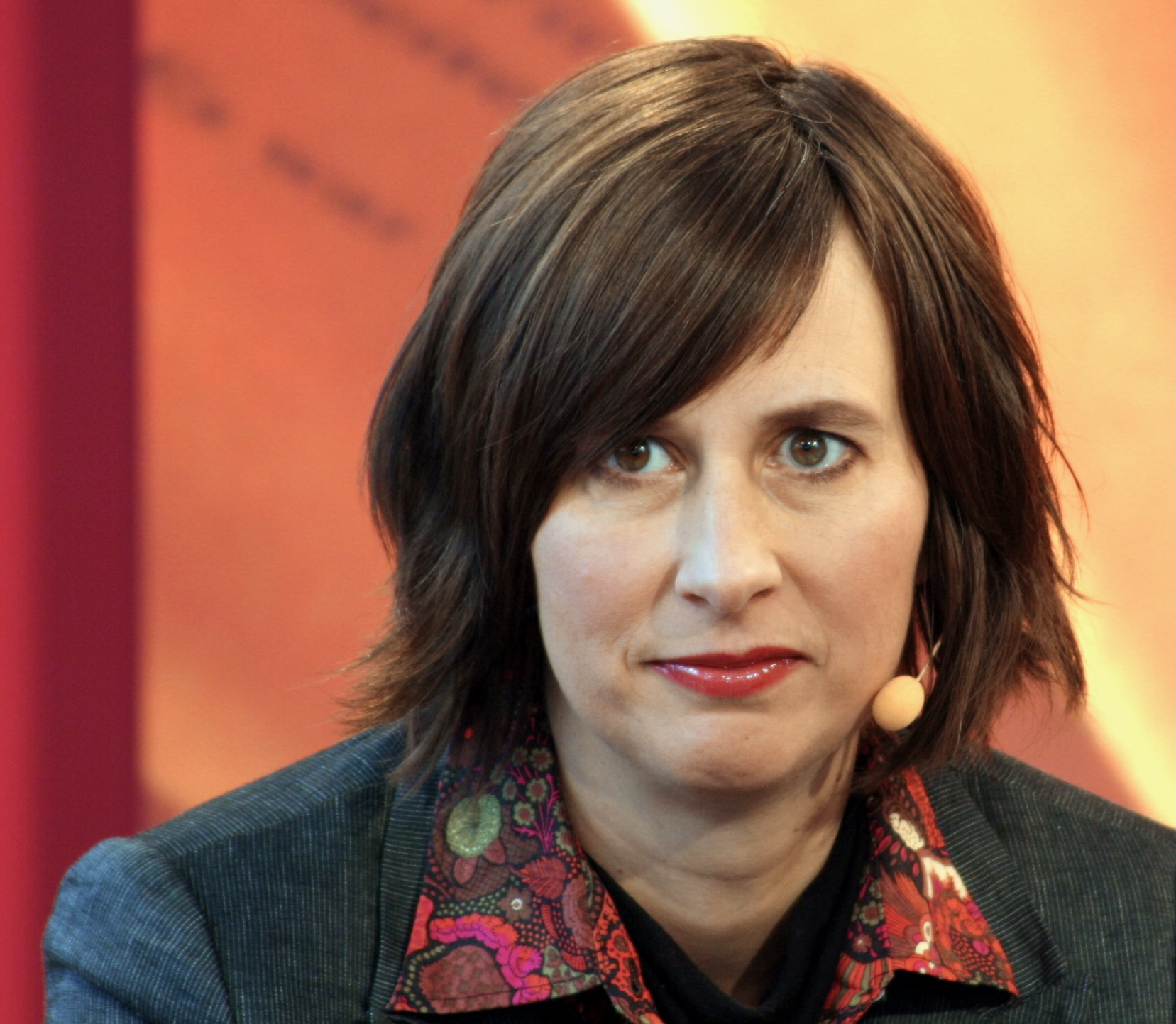
Kathrin Röggla

Der Roman ist gekennzeichnet durch die für Kathrin Röggla typische Kleinschreibung. Die Kleinschreibung unterstützt den Eindruck des Getriebenwerdens in dem Roman. Des Weiteren sind die kollagenartig zusammengesetzten Interview-Bruchstücke spezifisch. Dabei werden die Fragen der Interviewerin nicht genannt, was Leerstellen im Text erzeugt und den Eindruck erweckt, die Figuren würden wie im Drama unmittelbar sprechen. Dieser Eindruck wird jedoch wieder aufgehoben, indem die Handelnden in indirekter Rede und in der dritten Person Singular Konjunktiv wiedergegeben werden, um sie zu verfremden. Ein weiterer ästhetischer Effekt ist die Fachsprache der Unternehmensberater, die sich als Motiv durch den Roman zieht. Es ist eine Mischung aus Deutsch und Englisch, durch deren Beherrschung man Teil der Unternehmenskultur wird, aber sich von anderen weiter abgrenzt.

## Gesellschaftskritik
Die Autorin enthält sich jeder direkten Kritik, aber verdichtet in den Gesprächen viele Probleme der Arbeitswelt in der New Economy, von Schlafentzug über Alkoholsucht, Tablettenabhängigkeit bis hin zu Beziehungsunfähigkeit. Die Anordnung der Kapitel über zunehmend psychologische Themen auf eine Katastrophe hin verdeutlichen die kritische Situation. Das Buch zeigt, wie Arbeit nicht mehr identitätsstiftend ist, sondern wie sie zu Identitätsverlust führt, da nichts mehr außer ihr übrig bleibt. Die Protagonisten sind zu Zombies geworden. Dass die Figuren von sich in der dritten Person sprechen und ihre Sprachstile kaum voneinander zu unterscheiden sind, zeigt, wie sehr sie sich entfremdet haben und wie ihre Subjektivität in einem Einerlei untergeht.

## Rezensionen
wir schlafen nicht wurde sehr unterschiedlich rezipiert.
Paul Jandl (NZZ) sieht in dem Roman „eine bravouröse Studie prägender Befindlichkeiten“, bei der die New Economy und ihre Begleiterscheinungen reflektiert werden. Er lobt insbesondere die ästhetischen Mittel, die Röggla einsetzt.
Ebenso lobt Katrin Hillgruber (FR) den sprachlichen Aufwand, wie die Konjunktivnutzung, den gehäuft vorkommenden Beraterjargon und die Wiederholungen. Sie merkt jedoch kritisch an, dass der Roman deshalb als Hörspiel besser zur Geltung käme.
Holger Noltze (FaZ) vermisst Tiefe bei den Charakteren. Stephan Schlak (SZ) sieht das Thema der Arbeitswelt in der New Economy als nicht mehr aktuell an, da es ein Phänomen der 90er Jahre gewesen sei. Die Kapitel seien nicht miteinander verbunden und die Kritik Rögglas, falls sie eine anbringen wollte, wird nicht deutlich. Dennoch ist ihr Schreibstil „gewitzt, kreativ und originell“.

## Inszenierungen
Kathrin Röggla hat eine Bühnen- und Hörspielfassung des Buchs geschrieben. Das Theaterstück hatte im April 2004 Premiere in Düsseldorf. Das Hörspiel wurde vom Bayerischen Rundfunk produziert. Die sechs Personen wurden von dem Schauspieler Hanns Zischler und Kathrin Röggla selbst eingesprochen.